# Godfried Frans Maria van Voorst tot Voorst
Godfried Frans Maria baron van Voorst tot Voorst (Groningen, 9 oktober 1907 – Den Bosch, 4 september 1983) was een Nederlands burgemeester.
Hij werd geboren als zoon van Eduard Louis Alexander baron van Voorst tot Voorst (1878-1944) en Maria Clementine Jacoba barones van Hövell van Westervlier en Weezeveld (1883-1961). Hij was volontair bij de gemeentesecretarie van Vught voor hij vanaf april 1939 zeven jaar burgemeester was van Ouder-Amstel. Later werd hij chef van de afdeling sociale zaken van de gemeentesecretarie van Steenbergen en in 1958 volgde opnieuw een benoeming tot burgemeester en wel van de gemeente Den Dungen. Hij ging daar in 1972 met pensioen en overleed in 1983 op 75-jarige leeftijd.